# Ru de Vallière
Pour les articles homonymes, voir Vallière (homonymie).
Le Ru de Vallière est un cours d'eau français qui coule dans le département de Seine-et-Marne, en région Île-de-France. C'est un affluent de l’ Yvron, donc un sous-affluent de l’Yerres.

## Géographie
De 12,52 kilomètres de longueur, le ru de Vallière nait dans la commune de Saint-Just-en-Brieet, se jette dans l’ Yvron  à Courpalay. 
Il s'écoule globalement selon un axe est nord-ouest.

### Communes traversées
Le ru de Vallière traverse six communes, soit d'amont vers l'aval : Saint-Just-en-Brie, Pécy, Gastins, Voinsles, La Chapelle-Iger et Courpalay, toutes situées dans le département de Seine-et-Marne.

### Bassin versant
Son bassin versant correspond à une zone hydrographique traversée 
« L'Yvron de sa source au confluent de l'Yerres (exclu) »,.

## Affluents
Selon le SANDRE, le ru de Vallière a deux affluents référencés  :  
- le fossé 01 de Cornefève[5], 3,22 km sur les communes de Pécy et Jouy-le-Châtel ;
- le ru de Melenfroy[6], 3,75 km sur les communes de Pécy et Voinsles.

Donc, son rang de Strahler est de deux.